# Ненасилие
Ненаси́лие — система ценностей, этическая и социальная концепция и практика, состоящая в неприятии насилия и отказе от использования насилия для достижения любых целей.

## Подходы к ненасилию

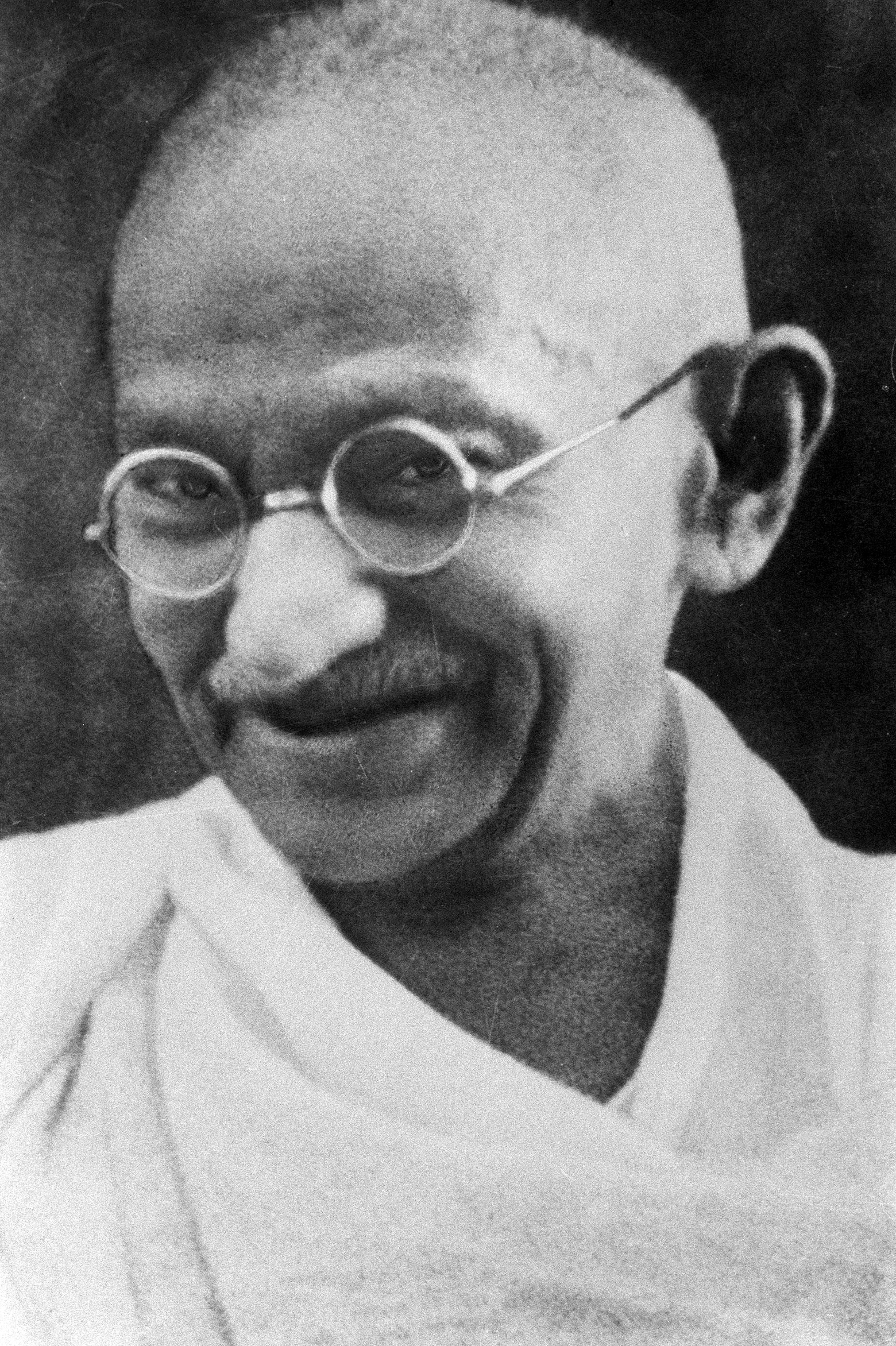
Махатма Ганди, идеолог ненасилия.

Ненасилие может проявляться как принципиальное религиозное, этическое, философское убеждение и как прагматическая политическая стратегия.

### Ненасилие в религии
В христианстве заповеди ненасилия были даны в Нагорной проповеди. Одной из них была: «Но кто ударит тебя в правую щеку твою, обрати к нему и другую» (Мф. 5:39).
В буддизме, джайнизме и индуизме понятие ненасилия восходит к идее ахимса, означающему «непричинение вреда живым существам», противоположности насилию.
Вслед за использованием Махатмой Ганди понятия ахимса как синонима ненасилия такое понимание утвердилось в современной европейской культуре.
Однако понятие ахимса скрадывало активный, деятельный аспект ненасилия, как его понимал М. Ганди, и он впоследствии разработал новое в индийской философии понятие «сатьяграха» для выражения своих взглядов на ненасилие.

### Ненасилие в политике
Как способ гражданского воздействия на общество и власть, стратегия борьбы, ведущей к социальным преобразованиям, ненасилие было реализовано Махатмой Ганди в длившейся несколько десятилетий борьбе против английского правления в Индии.
Позже Мартин Лютер Кинг адаптировал и пропагандировал философию и методы Ганди для ненасильственной борьбы за гражданские права афроамериканцев в США.
Сторонники стратегии ненасилия считают, что в основе любой власти лежат сотрудничество и послушание граждан, и это справедливо для любых политических режимов и для любых организаций, будь они бюрократическими или милитаризированными.
Вследствие этого стратегия ненасилия в масштабах общества будет нацелена на уменьшение власти правителей за счет уменьшения гражданами сотрудничества с ними и делегитимации власти за счет явного выражения несогласия.
Оппоненты стратегии ненасилия делают акцент на стремлении оппозиции к делегитимизации (демонизации) действующей власти. Обычно этот процесс производится не в правовом поле, а в сознании граждан. То есть все неприятности граждан (в их сознании) связываются с действиями действующей власти (легитимна она или нет, особого значения не имеет), подводя к мысли, что достаточно сменить действующую власть/режим и все заживут счастливо и свободно. Хотя после переворота/революции так происходит далеко не всегда.

## Ненасилие и пацифизм
Ненасилие часто связывается и смыкается с пацифизмом и иногда используется как его синоним.
Тем не менее, между двумя этими концепциями имеется заметное различие.
Пацифизм концентрируется на вопросах межгосударственного насилия (войны), но не обязательно подразумевает какое-либо движение к социальным или политическим переменам.
Ненасилие, как философия социального протеста, предполагает наличие какой-то социальной или политической цели, применительно к достижению которой и выдвигается идея ненасилия.
Кроме того, ненасилие, как стратегия и инструмент социального протеста в определённой области, может сочетаться с применением насилия в каких-то других областях.

### Тексты
- Эразм Роттердамский «Жалоба мира» (1517 г.) Архивная копия от 13 декабря 2010 на Wayback Machine
- Г. Д. Торо «Гражданское неповиновение» (1848 г.) (недоступная ссылка)
- Л. Н. Толстой «Царство Божие внутри вас…» (1890-93 гг.) Архивная копия от 26 ноября 2019 на Wayback Machine
- Л. Н. Толстой «Закон насилия и закон любви» (1908 г.) Архивная копия от 30 декабря 2009 на Wayback Machine
- П. В. Веригин «Декларация братской жизни» (1898 г.)
- Архимандрит Спиридон (Кисляков) «Исповедь священника перед церковью» (1916 г.) Архивная копия от 14 мая 2009 на Wayback Machine
- М. К. Ганди «Моя вера в ненасилие». Архивная копия от 27 сентября 2015 на Wayback Machine
- М. Л. Кинг «Паломничество к ненасилию»
- Джидду Кришнамурти. Вне насилия = Beyond Violence [1973]. — М.: София, 2004. — 272 с. — ISBN 5-9550-0415-7.

### Исследования
- А. Швейцер «Христианство и мировые религии».
- Н. Н. Гусев «Отношение первых христиан к войне»
- П. И. Бирюков «Гонение на христиан в России в 1895 г.» Архивная копия от 1 марта 2010 на Wayback Machine — о духоборах
- М. А. Поповский [www.belousenko.com/wr_Popovsky.htm «Русские мужики рассказывают. Последователи Л. Н. Толстого в Советском Союзе 1918—1977»] Архивная копия от 18 сентября 2010 на Wayback Machine. L., 1983
- Рыбаков Р. Б. «Ненасильственная борьба за мир без насилия (Ахимса в индийской традиции и в учении М. К. Ганди)» Архивная копия от 28 января 2010 на Wayback Machine // «Пацифизм в истории. Идеи и движения мира», М.: ИВИ РАН, 1998.
- «Биография» Архивная копия от 13 февраля 2009 на Wayback Machine Хана Абдул Гаффар-хана — ненасилие и ислам.
- Р. Джонсон «Мартин Лютер Кинг-младший и ненасильственная борьба за гражданские права в Америке» (недоступная ссылка) // «Ненасилие как мировоззрение и образ жизни», М., ИВИ РАН, 2000.
- «Нобелевская премия мира 1947 года» — о квакерах
- «Почему Свидетели Иеговы не участвуют в войнах?» // «Сторожевая Башня», 1 июля 2008.
- Д. Хайнц «Адвентисты седьмого дня и отказ от участия в военных действиях: историческая перспектива» // «Ненасилие как мировоззрение и образ жизни», М., ИВИ РАН, 2000.
- У. Саватский «Протестанты-пацифисты в Советской России в межвоенный период» Архивная копия от 30 марта 2010 на Wayback Machine // «Долгий путь российского пацифизма», М., ИВИ РАН, 1997.
- М. и Л. Цвик «Дороти Дей, пророк пацифизма в Католической Церкви» Архивная копия от 4 октября 2008 на Wayback Machine
- О Великом чеченском суфии — Кунта-хаджи Кишиеве Архивная копия от 10 августа 2011 на Wayback Machine — о проповеднике ненасилия 19 века.
- Ф. Дайсон «Оружие и надежда» Архивная копия от 19 июля 2009 на Wayback Machine, М., «Прогресс», 1990 — главы из книги.
- Г. Пейдж «Общество без убийства: возможно ли это?» Архивная копия от 25 июня 2008 на Wayback Machine, СПб.: Изд-во СПБУ, 2005 — см. Неприятие убийства
- А. Е. Сериков «Гринпис как ненасильственная экологическая организация» // «Опыт ненасилия в XX столетии», М.: 1996.
- Педагогика ненасилия: Опыт педагогической практики.  (недоступная ссылка с 26-05-2013 [4434 дня] — история, копия)
- В. Г. Чертков «О революции. Насильственная революция или христианское освобождение?» Архивная копия от 14 января 2011 на Wayback Machine (с пред. Л. Н. Толстого), 1904.
- Эволюция ненасилия: историческая ретроспектива Архивная копия от 11 августа 2014 на Wayback Machine
- План академического курса «Насилие и ненасилие»  (недоступная ссылка с 26-05-2013 [4434 дня] — история, копия) (Утверждено: Учебно-методическим Советом по философии, политологии и религиоведению УМО по классическому университетскому образованию, профессор В. В. Миронов)
- Духовная коммуникация в свете идеала ненасилия. А. Гжегорчик. Вопросы философии. 1992. № 3. С. 54—64.
- Этика ненасилия. А. А. Гусейнов. Вопросы философии. 1992. № 3. С. 72—81.
- Понятия насилия и ненасилия. А. А. Гусейнов Вопросы философии. 1994. № 6.
- Ненасилие: философия, этика, политика. Сборник под редакцией Гусейнова А. А. — М.: Наука, 1993.
- Гуманистическая психология как одно из направлений движения за ненасилие. Братченко С. Л. — СПб.: Издательство общества Я.Корчака, 1999
- Педагогика и психология ненасилия в образовательном процессе. Ситаров В. А., Маралов ВТ. — М., 2000.

### Критика
- Ненасилие и его насильственные последствия. Мейерс В. Архивная копия от 13 марта 2016 на Wayback Machine